# Большой Нюрбей
Большой Нюрбей — река в России, течёт по территории Заполярного района Ненецкого автономного округа. Берёт начало из небольшого безымянного озера, расположенного в Малоземельской тундре, юго-восточнее озера Щучье. Протекает в широтном направлении с запада на восток по пустынной лесотундровой местности. Устье реки находится в 19 км по правому берегу реки Сойма на высоте 11 м над уровнем моря. Длина Большого Нюрбея составляет 72 км. По берегам расположено множество малых озёр.
На 23 км от устья Большого Нюрбея слева в него впадает Малый Нюрбей.

## Данные водного реестра
По данным государственного водного реестра России относится к Двинско-Печорскому бассейновому округу, водохозяйственный участок реки — Печора от водомерного поста Усть-Цильма и до устья, речной подбассейн реки — бассейны притоков Печоры ниже впадения Усы. Речной бассейн реки — Печора.
Код объекта в государственном водном реестре — 03050300212103000083421.